# Gladymar Torres
Gladymar Torres, née le 26 mars 2003, est une athlète portoricaine, spécialiste du sprint.

## Biographie
En 2024 elle bat le record de Porto Rico du 100 m lors des demi-finales des Championnats ibéro-américains en 11 s 20, avant de remporter le titre en 11 s 21, devançant la Brésilienne Vitória Cristina Rosa.
Aux Jeux olympiques de Paris elle atteint les demi-finales grâce à un nouveau record en 11 s 12 réalisé en séries.
En salle, elle porte le record du 60 mètres à 7 s 27 à Mayagüez.

### Palmarès
| Date | Compétition                   | Lieu   | Résultat | Épreuve | Temps   |
| ---- | ----------------------------- | ------ | -------- | ------- | ------- |
| 2024 | Championnats ibéro-américains | Cuiaba | 1re      | 100 m   | 11 s 21 |

### Records
| Épreuve | Performance  | Lieu        | Date            |
| ------- | ------------ | ----------- | --------------- |
| 100 m   | 11 s 12 (NR) | Saint-Denis | 2 août 2024     |
| 60 m    | 7 s 27 (NR)  | Mayagüez    | 15 février 2025 |